# 成田郁久美
成田郁久美（日语：／ Narita Ikumi，1976年1月1日—），日本女子排球运动员。她曾代表日本国家队参加1996年和2004年夏季奥林匹克运动会排球比赛。她也曾参加1998年亚洲运动会。